# K7리그 양산
K7리그 양산(K7 League Yangsan)은 대한민국 경상남도 양산시에서 진행되는 축구 대회이다.

## 역사
2017년에 '디비전7 양산시 리그'라는 이름으로 시작되었다. 2017년 시즌에 6개 선수단이 참가했고, 2018년 시즌에는 6개 선수단이 참가했다.

## 시즌별 결과
| 시즌   | 권역 | 참가 | 우승         | 준우승          | 승격         | 비고                               |
| ------ | ---- | ---- | ------------ | --------------- | ------------ | ---------------------------------- |
| 2017년 | 1개  | 6팀  | 양산 어곡 FC | 양산 대동2차 FC | 양산 어곡 FC | 승격팀은 2018년 K6리그 경남에 참가 |
| 2018년 | 1개  | 6팀  | 양산 미르 FC | 양산 용창 FC    |              |                                    |
| 2019년 | 2개  | 12팀 |              |                 |              |                                    |

## 같이 보기
- K7리그